# Gazsó Gabriel
Gazsó Gabriel (született: Gazsó Gábor András Antal) (Budapest, 1935. április 6. – Caracas, Venezuela, 2022. október 28.) jogász, ügyvéd, kriminológus, fényképész, egyetemi tanár, szerkesztő, a venezuelai magyar kulturális ház elnöke 1976 és 1980 között.

## Élete
Apja Gazsó Pál (1901–1981) okleveles gépészmérnök, műszaki főellenőr, anyja, báró Klingspor Ágnes asszony volt. Anyai nagyszülei báró Arthur von Klingspor (1871–1918), svéd főnemes, alezredes, és szendrői gróf Török Mária Anna (1874–1944) asszony voltak. Anyai nagyanyai dédszülei szendrői gróf Török József (1847–1909), Ung vármegye főispánja, Osztrák Császári Lipót-rend lovagja, valóságos belső titkos tanácsos, nagybirtokos, és burg-feistritzi gróf Vetter von de Lilie Zsófia (1851–1912) voltak. Török József grófnak a szülei szendrői gróf Török Napoleon János (1810–1898), Ung vármegye főispánja, a Szent István rend kiskeresztese, földbirtokos, valamint sztárai és nagymihályi gróf Sztáray Paula (1813–1866) voltak. Török József grófné Vetter von de Lilie Zsófia grófnőnek a szülei gróf Ferdinánd Vetter von der Lilie (1812–1882), a 3. ulánus ezred ezredese és parancsnoka, és Jozefine von Wachtler auf Wsetin (1827–1902) voltak. Báró Klingspor Arturé gróf szendrői Török Mária Anna féltestvére Török Marianna (1877–1968) II. Abbász egyiptomi alkirály felesége, író, zeneszerző, zongorista, festő.
Gazsó Gabriel családja az második világháború után Venezuelába emigrált. Középiskolai tanulmányait a caracasi Juan Vicente González középiskolában végezte. Ezt követően jogot tanult az Universidad Central de Venezuelában (UCV), ahol ledoktorált. Jogászi szakmája mellett hivatalosan is foglalkozott Venezuela közbiztonságával, és tanácsadóként dolgozott szabadúszóként is. Az 1975-ös Mindszenty József hercegprímás venezuelai látogatásakor, Gazsó Gabriel szervezte az egyházfő biztonságát a venezuelai állammal együttműködve. Művészeti fényképészetet tanított az Universidad Católica Andrés Belloben (UCAB), Caracasban. Több fényképalbumot adott ki különböző venezuelai tájakról. Kitüntették a Francisco de Miranda renddel, valamint a Német köztársaság érdemkeresztjével.

## Házassága és leszármazottjai
1964. július 7-én Caracasban, feleségül vette a szintén venezuelai magyar származású Házos Enikő Katalin (Passau, 1946. augusztus 11.–Caracas, Venezuela, 2020. április 20.) kisasszonyt, aki hosszú évekig a caracasi Ráskay Lea nevét viselő női magyar cserkészcsapat parancsnoka volt, valamint szorgalmasan tevékenykedett a venezuelai magyar kulturális házban. Házos Enikőnek a szülei Házos György (*1909–†?), katonatiszt és Stowasser Olga Lujza (1909–1990) voltak; Az apai nagyszülei Házos Jenő (1880–1924), takarékpénztári főkönyvelő, és nemes Weinmann Margit (1892–1983) voltak; az anyai nagyszülei a jómódú budapesti nagypolgárok ifjabb Stowasser János Vencel (1874–1937), hangszergyáros, és Zaratin Frida (1875–1929) voltak; Enikő anyai dédapja, idősebb Stowasser János (1846–1923), budapesti hangszergyáros, császár és királyi udvar szállító, a Stowasser hangszergyárnak, azaz az "Első magyar hangszergyárnak" az alapítója.

## Fényképalbumai
- Venezuela – 1988
- Caracas – 1990
- Los Andes venezolanos – 1992
- La Gran Sabana – 1995
- Imagen de Venezuela – 1997
- Costas De Venezuela – 2000
- Los llanos venezolanos – 2002